# Bergepanzer Tiger

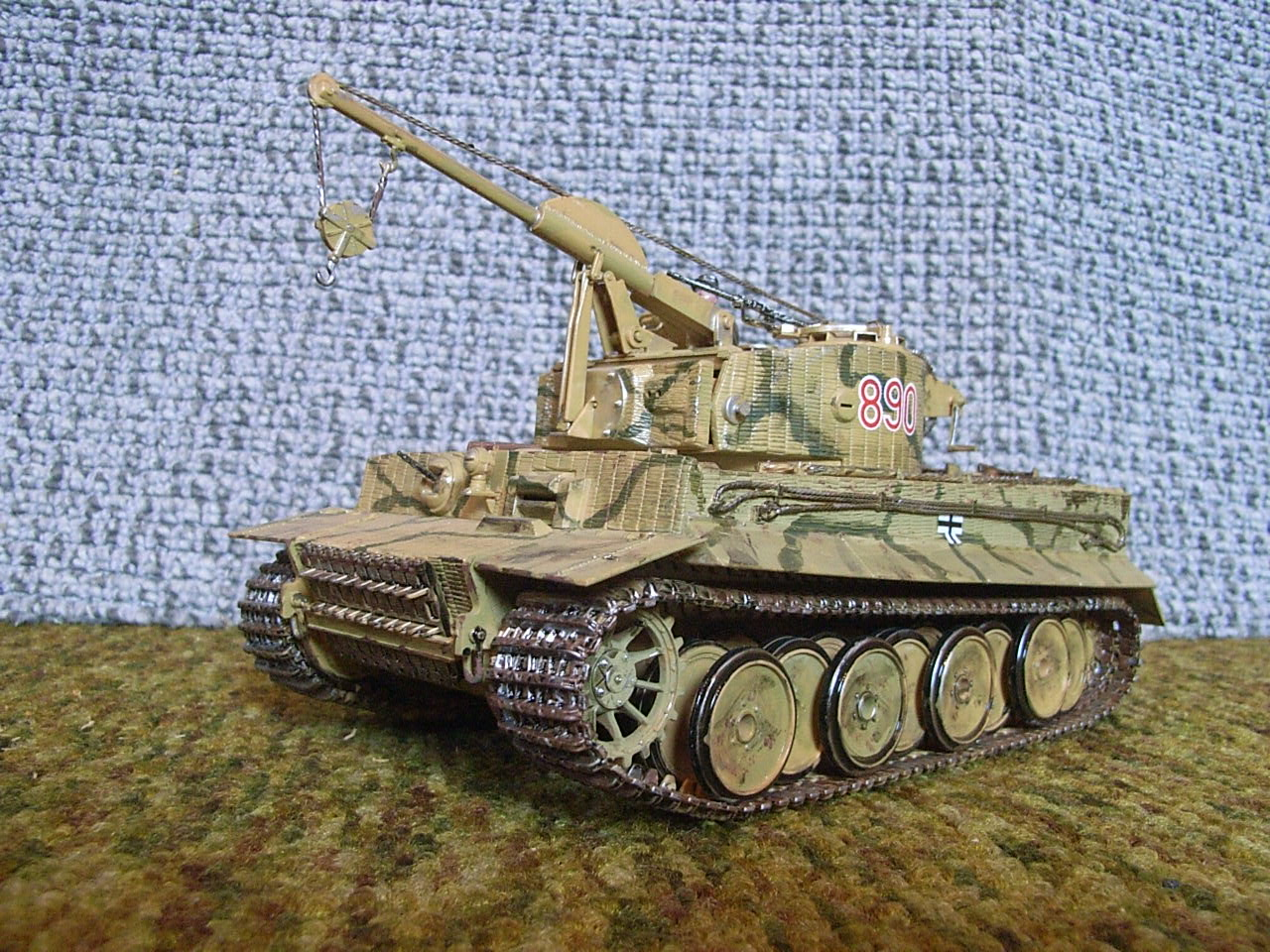
Model przedstawiający pojazd

Bergepanzer Tiger, nazywany też Bergetiger – niemiecki wóz zabezpieczenia technicznego z okresu II wojny światowej, zbudowany na bazie czołgu ciężkiego PzKpfw VI Tiger Ausf. E. Wóz prawdopodobnie nosił również oznaczenie Sd.Kfz. 185, lecz nie jest to potwierdzone, gdyż takie samo oznaczenie nosiły już działa pancerne Jagdtiger z armatami kal. 88 mm L/71 (nie produkowane seryjnie).

## Historia
W styczniu 1944 trzy czołgi PzKpfw VI Tiger zostały przebudowane przez 506 batalion ciężkich czołgów (niem. schwerer Panzer Abteilung, sPzAbt) na wozy pogotowia technicznego Bergepanzer Tiger. W listopadzie zostały one przeniesione do 501 sPzAbt. Jeden z czołgów Tiger I, uszkodzony pod Anzio, został przez 508 sPzAbt przebudowany w dniach od 1 do 5 marca 1944 przez dodanie dźwigu o nośności do 10 ton i kołowrotu holowniczego w przebudowanej wieży. Pojazd ten został utracony między 20 a 25 maja 1944 i zdobyty przez wojska brytyjskie. Określono go wówczas jako Bergetiger z żurawiem, lecz nie był on prawdziwym pojazdem Bergetiger, ale specjalnym pojazdem o innym przeznaczeniu.

## Konstrukcja
Czołgi pozbawione były działa, uzbrojone były tylko w karabin maszynowy MG 34. Dźwig skonstruowany w zakładach J.S. Fries & Sohn we Frankfurcie nad Menem, montowany był w przebudowanej wieży zamontowanej na stałe w jednym położeniu. Mechanizm blokowy dźwigu był napędzany przez silnik czołgu.